# Кубок Ефіопії з футболу
Кубок Ефіопії з футболу — футбольне змагання, яке щорічно проводить Федерація футболу Ефіопії серед футбольних клубів Ефіопії. Переможець турніру отримує путівку до Кубку конфедерації КАФ.

## Історія
Заснований 1945 року. До здобуття незалежності Еритреї в 1993 році футбольні клуби цієї країни, переважно зі столиці держави — Асмари, також виступали в кубку Ефіопії.

## Переможці
- 1945 : Британська військова місія-BMME (Аддис-Абеба)
- 1946 : «Армі» (Аддис-Абеба)
- 1947 : «Поліспортіва» (Аддис-Абеба)
- 1948 : «Боді Гард» (Аддис-Абеба)
- 1949 : «Армі» (Аддис-Абеба)
- 1950 : «Армі» (Аддис-Абеба)
- 1951 : «Армі» (Аддис-Абеба)
- 1952 : «Сент-Джордж» (Аддис-Абеба)
- 1953 : «Сент-Джордж» (Аддис-Абеба)
- 1954 : «Армі» (Аддис-Абеба)
- 1955 : «Мечал» (Аддис-Абеба)
- 1956 : «Мечал» (Аддис-Абеба)
- 1957 : «Сент-Джордж» (Аддис-Абеба)
- 1958 : «Мекурія» (Аддис-Абеба)
- 1959 : «Омедла» (Аддис-Абеба) (Поліс)
- 1960 : «Ніб» («Дебре-Зейт») (Ейр Форс)
- 1961-69 : Не проводився
- 1970 : «Асмера» (Асмера)
- 1971 : ЕЕПКО (Аддис-Абеба)
- 1972 : ЕЕПКО (Аддис-Абеба)
- 1973 : «Сент-Джордж» (Аддис-Абеба)
- 1974 : «Сент-Джордж» (Аддис-Абеба)
- 1975 : «Мечал» (Аддис-Абеба)
- 1976 : ЕЕПКО (Аддис-Абеба)
- 1977 : «Сент-Джордж» (Аддис-Абеба)
- 1978 : «Омедла» (Аддис-Абеба)
- 1979 : Не проводився
- 1980 : «Ермеджачен» (Аддис-Абеба)
- 1981 : Кей Бар «Ред Сі» (Еритрея)
- 1982 : «Мечал» (Аддис-Абеба)
- 1983 : Кей Бар «Ред Сі» (Еритрея)
- 1984 : «Еритрея Шуз» (Еритрея)
- 1985 : «Еритрея Шуз» (Еритрея)
- 1986 : «Білдінг Констракшн» (Аддис-Абеба)
- 1987 : «Еритрея Шуз» (Еритрея)
- 1988 : «Бунна Гебея» (Аддис-Абеба)
- 1989 : Не проводився
- 1990 : «Мечал» (Аддис-Абеба)
- 1991 : Не проводився
- 1992 : Не проводився
- 1993 : «Сент-Джордж» (Аддис-Абеба)
- 1994 : «Муджер Цемент» (Адама)
- 1995 : «Медін» (Аддис-Абеба)
- 1996 : «Авасса Флур Мілл» (Авасса)
- 1997 : «Валайта Тусса» (Авасса)

### Фінали з 1998 року
| Сезон   | Переможець             | Результат      | Фіналіст               |
| ------- | ---------------------- | -------------- | ---------------------- |
| 1997-98 | «Ефіопіан Коффі»       | 4-2            | «Сент-Джордж»          |
| 1998-99 | «Сент-Джордж»          |                | «Ефіопіан Коффі»       |
| 1999-00 | «Ефіопіан Коффі»       | 2-1            | «Авасса Сіті»          |
| 2000-01 | ЕЕПКО                  | 2-1            | «Гуна Трейдінг»        |
| 2001-02 | «Медін»                | 0-0 (6-3 пен.) | ЕЕПКО                  |
| 2002-03 | «Ефіопіан Коффі»       | 2-0            | ЕЕПКО                  |
| 2003-04 | «Бенкс»                | 1-0            | «Ефіопіан Коффі»       |
| 2004-05 | «Авасса Сіті»          | 2-2 (пен.)     | «Маджер Цемент»        |
| 2005-06 | «Діфенс» («Мекелекея») | 1-0            | «Ефіопіан Бунна»       |
| 2006-07 | «Харрар Бір Ботлінг»   |                |                        |
| 2007-08 | «Ефіопіан Бунна»       | 2-1            | «Авасса Сіті»          |
| 2008-09 | Не проводився          | Не проводився  | Не проводився          |
| 2009-10 | «Дедебіт»              | 2-0            | «Сент-Джордж»          |
| 2010-11 | «Сент-Джордж»          | 3-1            | «Маджер Цемент»        |
| 2012    | Не проводився          | Не проводився  | Не проводився          |
| 2013    | «Діфенс» («Мекелекея») | 0-0 (4-2 пен.) | «Сент-Джордж»          |
| 2014    | «Дедебіт»              |                |                        |
| 2015    | «Діфенс» («Мекелекея») | 2-0            | «Авасса Кенема»        |
| 2016    | «Сент-Джордж»          | 1-1 (4-3 пен.) | «Діфенс» («Мекелекея») |
| 2017    | «Велайта Діча»         | 1-1 (4-3 пен.) | «Діфенс» («Мекелекея») |
| 2018    | «Діфенс» («Мекелекея») | 0-0 (3-2 пен.) | «Сент-Джордж»          |

## Перемоги по клубах
| Клуб                                                      | Місто       | Чемпіон | Роки чемпіонств                                                                    |
| --------------------------------------------------------- | ----------- | ------- | ---------------------------------------------------------------------------------- |
| «Діфенс» («Мекелакея») (у тому числі й «Армі» та «Мечал») | Аддис-Абеба | 14      | 1946, 1949, 1950, 1951, 1954, 1955, 1956, 1975, 1982, 1990, 2006, 2013, 2015, 2018 |
| «Сент-Джордж»                                             | Аддис-Абеба | 10      | 1952, 1953, 1957, 1973, 1974, 1977, 1993, 1999, 2011, 2016                         |
| «Ефіопіан Бунна»                                          | Аддис-Абеба | 5       | 1988, 1998, 2000, 2003, 2008                                                       |
| ЕЕПКО «Ефіопіан Електрик»                                 | Аддис-Абеба | 4       | 1971, 1972, 1976, 2001                                                             |
| «Еритрея Шуз»                                             | Еритрея     | 3       | 1984, 1985, 1987                                                                   |
| «Ефіопін Іншуренс» («Медін»)                              | Аддис-Абеба | 2       | 1995, 2002                                                                         |
| «Мекурія» («Боді Гард»)                                   | Аддис-Абеба | 2       | 1948, 1958                                                                         |
| «Омедла» («поліс»)                                        | Аддис-Абеба | 2       | 1959, 1978                                                                         |
| Кей Бар «Ред Сі»                                          | Еритрея     | 2       | 1981, 1983                                                                         |
| «Дедебіт»                                                 | Аддис-Абеба | 2       | 2010, 2014                                                                         |
| Британська військова місія-BMME                           | Аддис-Абеба | 1       | 1945                                                                               |
| «Поліспортіва»                                            | Аддис-Абеба | 1       | 1947                                                                               |
| «Ніб» («Дебре Зейт»; «Ейр Форс»)                          |             | 1       | 1960                                                                               |
| «Асмера»                                                  | Асмера      | 1       | 1970                                                                               |
| «Ермеджачен»                                              | Аддис-Абеба | 1       | 1980                                                                               |
| «Білдінг Констракшн»                                      | Аддис-Абеба | 1       | 1986                                                                               |
| «Муджер Цемент»                                           | Адама       | 1       | 1994                                                                               |
| «Авасса Флур Мілл»                                        | Аваса       | 1       | 1996                                                                               |
| «Вуйлата Тусса»                                           | Аваса       | 1       | 1997                                                                               |
| «Банкоч» («Бенкс»)                                        | Аддис-Абеба | 1       | 2004                                                                               |
| «Авасса Сіті»                                             | Аваса       | 1       | 2005                                                                               |
| «Харрар Бір Ботлінг»                                      | Харарі      | 1       | 2007                                                                               |
| «Велайта Діча»                                            | Содо        | 1       | 2017                                                                               |